# Unité urbaine de Saint-Étienne-de-Saint-Geoirs
L'unité urbaine de Saint-Étienne-de-Saint-Geoirs est une unité urbaine française centrée sur la commune de Saint-Étienne-de-Saint-Geoirs, en Isère.

## Données générales
En 2010, selon l'Insee, l'unité urbaine était composée de deux communes.
En 2020, à la suite d'un nouveau zonage, elle est composée des deux mêmes communes.
En 2022, avec 3 839 habitants, elle représente la 30e unité urbaine du département de l'Isère.

## Composition de l'unité urbaine en 2020
Elle est composée des deux communes suivantes :
| Nom                                          | Code Insee | Département | Statut       | Superficie (km2) | Population (dernière pop. légale) | Densité (hab./km2) | Modifier                                    |
| -------------------------------------------- | ---------- | ----------- | ------------ | ---------------- | --------------------------------- | ------------------ | ------------------------------------------- |
| Saint-Étienne-de-Saint-Geoirs (ville-centre) | 38384      | Isère       | ville-centre | 18,62            | 3 352 (2022)                      | 180                | modifier les données · modifier les données |
| Saint-Geoirs                                 | 38387      | Isère       | banlieue     | 6,93             | 487 (2022)                        | 70                 | modifier les données · modifier les données |

## Évolution démographique
| 1968  | 1975  | 1982  | 1990  | 1999  | 2008  | 2013  | 2019  |
| ----- | ----- | ----- | ----- | ----- | ----- | ----- | ----- |
| 1 490 | 1 875 | 2 223 | 2 518 | 2 650 | 3 163 | 3 746 | 3 712 |

#### Données générales
- Unité urbaine
- Aire d'attraction d'une ville
- Aire urbaine (France)
- Liste des unités urbaines de France

#### Données démographiques en rapport avec l'unité urbaine de Saint-Étienne-de-Saint-Geoirs
- Aire d'attraction de Saint-Étienne-de-Saint-Geoirs
- Aire d'attraction de Grenoble
- Arrondissement de Vienne

#### Données démographiques en rapport avec l'Isère
- Démographie de l'Isère